# Марковиці (Опольське воєводство)
Марковиці (пол. Markowice) — село в Польщі, у гміні Ґлухолази Ниського повіту Опольського воєводства.
Населення — 193 особи (2011).

## Демографія
Демографічна структура станом на 31 березня 2011 року:
|          | Загалом | Допрацездатний вік | Працездатний вік | Постпрацездатний вік |
| -------- | ------- | ------------------ | ---------------- | -------------------- |
| Чоловіки | 109     | 25                 | 73               | 11                   |
| Жінки    | 84      | 10                 | 51               | 23                   |
| Разом    | 193     | 35                 | 124              | 34                   |